# 3-Methylchinolin
3-Methylchinolin ist eine heterocyclische chemische Verbindung. Sie besteht aus einem Chinolingerüst, welches in 3-Position mit einer Methylgruppe substituiert ist.

## Gewinnung und Darstellung
3-Methylchinolin kann durch Methylierung von Chinolin mit Methanol in Gegenwart verschiedener Zeolithe in einem Festbettreaktor synthetisiert werden.
Es kann auch durch Kondensation von 2-Nitrobenzaldehyd mit Propionaldehyd gewonnen werden.

## Eigenschaften
3-Methylchinolin ist eine hellgelbe Flüssigkeit.

## Verwendung
3-Methylchinolin kann zur Synthese von Farbstoffen, Lebensmittelfarbstoffen, pharmazeutischen Reagenzien, pH-Indikatoren verwendet werden.